# Günter Schilder
Günter Gerhard Schilder (Wenen, 18 februari 1942) is een vooraanstaand historicus van de cartografie en bekleedde jarenlang de enige leerstoel ter wereld in de geschiedenis van de cartografie aan de Universiteit Utrecht van 1981 tot 2004.

## Biografie
Na het gymnasium studeerde hij aardrijkskunde en geschiedenis. Hij promoveerde op 16 maart 1970 in Wenen op het proefschrift 
Der Anteil der Niederländer an der Entdeckung von Australien bis Abel Jansz. Tasman und dessen Niederschlag in der Kartografie. In 1971 trad hij in dienst van de Universiteit Utrecht als assistent van Cornelis Koeman. Op 10 maart 1981 werd hij als hoogleraar benoemd bij de Interfaculteit der aardrijkskunde en prehistorie van de Universiteit Utrecht , waar hij op 1 september 2004 met vervroegd emeritaat ging.
Günter Schilder kan met recht de peetvader van de moderne Nederlandse historische cartografie worden genoemd, die nauw samenwerkt met collega’s in binnen en buitenland, van wie niet weinigen zijn leerlingen zijn geweest. Een van Schilders grote prestaties was de oprichting van Explokart, waarvan hij vanaf  1981 tot 2007 directeur was, een speciale eenheid van de Universiteit Utrecht die zich toelegt op het onderzoeken van cartografische documenten uit voorgaande eeuwen, het onderzoeken van de relaties tussen verkenningsreizen en de mensen en ambachten die betrokken zijn bij het maken van de resulterende kaarten. Tot 2022 heeft Expolkart 20 kaartbibliografieën gepubliceerd.
Een van zijn baanbrekende werken was de negendelige facsimile-reeks Monumenta Cartographica Neerlandica. In een vroeg stadium werden de doelstellingen vastgesteld als: de onthulling en inventaris van de kaart- en atlasproductie in Amsterdam in de late zestiende en vroege zeventiende eeuw, gericht op de Nederlandse deelname aan de vroege geografische ontdekkingen, en de conservatie, restauratie en de productie van facsimile's van die kaarten om de dit materiaal voor de toekomst veilig te stellen.

## Onderscheidingen
In 2007 werd hij door Yvonne van Rooy, bestuursvoorzitter van de universiteit Utrecht, benoemd tot Ridder in de Orde van de Nederlandse Leeuw.
In 2017 werd de Plancius medaille aan hem uitgereikt door het Koninklijk Nederlands Aardrijkskundig Genootschap (KNAG).
Op 21 maart 2019 is bij de Koninklijke Bibliotheek de zeventiende Menno Hertzbergerprijs uitgereikt aan prof.em.dr. Günter Schilder voor zijn gehele oeuvre, in het bijzonder Early Dutch maritime cartography.